# Naim Iseni
Naim Iseni, nacido en Kumanovo en 1966, es un escultor macedonio, residente en Canadá.

## Datos biográficos
En 1991 y 1992 recibe el Premio de escultura la Facultad de Artes de Pristina, en la que se había graduado ese mismo año.
Finaliza sus estudios de postgrado en la Facultad de Artes Figurativas de Pristina en el año 2002, defendiendo el tema de "Formas y espacio en la escultura moderna".
En 2003 emigra a Canadá y reside en Delta (Vancouver)
desde 2005 forma parte de la Sociedad de Escultores de la Columbia Británica.

## Exposiciones

### Individuales
-2002
- Centro cultural de su ciudad natal, Kumanovo
- Art Club"Alternative", Shkup/Skopje
- Instituto de albanología, Pristina

-1992
- Centro cultural de su ciudad natal,Kumanovo

### Colectivas
Mientras realizaba sus estudios de doctorado en Pristina, Iseni participó asiduamente en las Ferias de Arte anuales de Macedonia, Kosovo y Albania de 1989 a 2002.
Desde 2003, una vez asentado en Canadá, ha participado en otras exposiciones colectivas en Tsawwassen, una zona de intensa actividad cultural en el sur de Delta / Vancouver,B.C.
En 2005 exposición colectiva en Surrey de la Sculptors' Society of British Columbia
En 2007 Exposición de escultura al aire libre en VanDusen Botanical Garden de la Sculptors' Society of British Columbia

## Obras
Naim Iseni muestra una serie de trabajos anclados en la concepción academicista de la escultura. Así vemos toda una serie de retratos modelados de forma preciosista de sus años facultativos. De este tiempo son también algunas esculturas de mármol.
Posteriormente ha desarrollado dos líneas de trabajo:
- Los trabajos en hierro. Estos se separan en dos series:
  - Las pirámides cósmicas: son estructuras de planchas de metal soldado, en las que la forma piramidal se repite modularmente, con diferentes composiciones espaciales.[5]
  - Los sombreros albaneses, que son una especie de cestos realizados con barra de hierro y cables, que parecen cascabeles.[6]
- Los trabajos en madera: Bajo el título "Legend of wood" desarrolla toda una serie de figuras que mantienen sus vínculos con la forma humana. Hacen referencia a personajes humanos legendarios.[7]